# Daeya-dong, Siheung
Daeya-dong (koreanska: 대야동) är en stadsdel i staden Siheung i provinsen Gyeonggi i Sydkorea, 21 km sydväst om huvudstaden Seoul.